# Mikroregion Nanuque

Mikroregion Nanuque

Mikroregion Nanuque – mikroregion w brazylijskim stanie Minas Gerais należący do mezoregionu Vale do Mucuri.

## Gminy
- Águas Formosas
- Bertópolis
- Carlos Chagas
- Crisólita
- Fronteira dos Vales
- Machacalis
- Nanuque
- Santa Helena de Minas
- Serra dos Aimorés
- Umburatiba